# Vuillafans

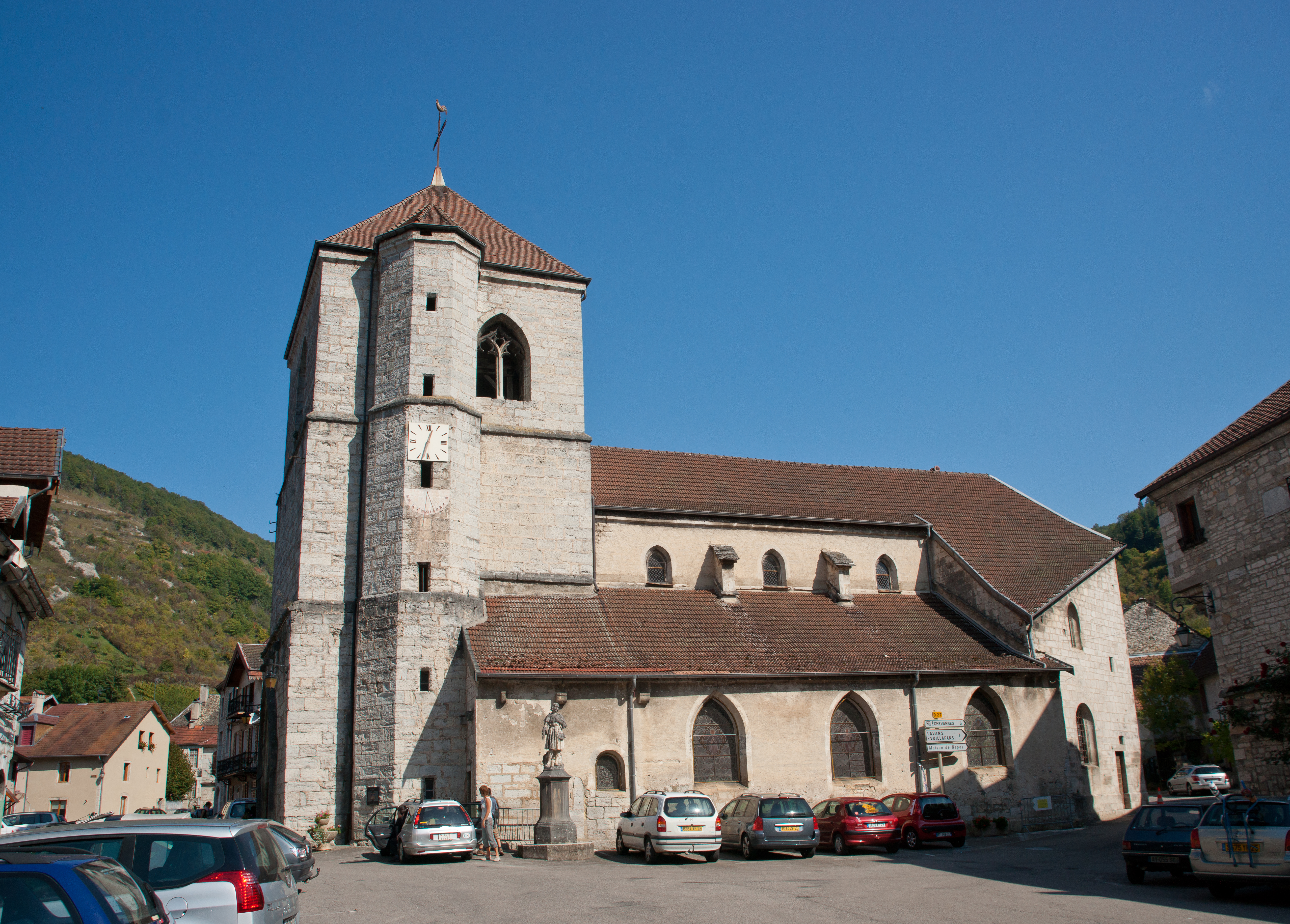
Kirche von Vuillafans

Vuillafans ist eine französische Gemeinde mit 681 Einwohnern (Stand: 1. Januar 2022) im Département Doubs in der Region Bourgogne-Franche-Comté.

## Geographie
Vuillafans liegt auf 352 m über dem Meeresspiegel, sieben Kilometer südöstlich von Ornans und etwa 24 Kilometer südöstlich der Stadt Besançon (Luftlinie). Das Dorf erstreckt sich im Jura, im Tal der Loue, das tief in die umgebenden Hochplateaus eingeschnitten ist.
Die Fläche des 6,14 km² großen Gemeindegebiets umfasst einen Abschnitt des westlichen französischen Juras. Der zentrale Teil des Gebietes wird vom Tal der Loue eingenommen. Der Fluss strömt hier in leicht gewundenem Lauf durch eine maximal einen Kilometer breite flache Talaue von Südosten nach Nordwesten. Das Erosionstal ist rund 300 m tief in die umgebenden Hochplateaus eingeschnitten. Die steilen Talhänge der Loue und ihrer kurzen Zuflüsse werden an der Oberkante verschiedenenorts von markanten Felswänden und Vorsprüngen einer widerstandsfähigen Kalkschicht gekrönt. Die Gemeindegrenze verläuft meist am Rand der Plateaus oberhalb dieses Felsbandes. Im Südwesten reicht das Gemeindeareal bis an den Rand der Höhe von Champ Roy, auf der mit 721 m die höchste Erhebung von Vuillafans erreicht wird. Die östliche Abgrenzung liegt am Rand des Plateaus von Échevannes. Mit einem schmalen Zipfel erstreckt sich der Gemeindeboden nach Norden in das Erosionstal des Ruisseau de Vaux.
Nachbargemeinden von Vuillafans sind Montgesoye und Lavans-Vuillafans im Norden, Échevannes im Osten, Lods und Longeville im Süden sowie Châteauvieux-les-Fossés im Westen.

## Geschichte
Auf den Vorsprüngen oberhalb des Dorfes befanden sich im Mittelalter zwei bedeutende Burgen, die oftmals in Streitigkeiten gegeneinander verwickelt waren. Auf der linken Talseite der Loue steht das Châteauvieux, das im 11. Jahrhundert von den Herren von Montgesoye erbaut und zum neuen Mittelpunkt ihrer Herrschaft bestimmt wurde. Das Châteauneuf wurde im 12. Jahrhundert östlich der Loue errichtet und gehörte einer Seitenlinie der Herren von Montgesoye-Durnes. Im Schatten dieser beiden Burgen entwickelte sich Vuillafans, das im 12. Jahrhundert erstmals urkundlich erwähnt wird, zu einem Marktflecken an der Salzstraße von Besançon nach Pontarlier. Während des Dreißigjährigen Krieges wurde das Châteauneuf 1639 von schwedischen Truppen zerstört. Zusammen mit der Franche-Comté gelangte Vuillafans mit dem Frieden von Nimwegen 1678 an Frankreich. Schon früh ließen sich entlang der Loue Gewerbebetriebe nieder, die von der Wasserkraft abhängig waren, beispielsweise Mühlen, Nagelschmieden und Gerbereien. Heute ist Vuillafans Mitglied des 24 Ortschaften umfassenden Gemeindeverbandes Loue-Lison.

## Sehenswürdigkeiten
Die dreischiffige Kirche wurde im 15. und 16. Jahrhundert in gotischen Stilformen erbaut. Sie besitzt eine reiche Innenausstattung, darunter Wandmalereien und Statuen aus dem 16. Jahrhundert, einen Hauptaltar, Kanzel und Chorgestühl aus dem 18. Jahrhundert. Im Ortskern sind zahlreiche Bürger- und Bauernhäuser im charakteristischen Stil der Franche-Comté aus dem 16. bis 18. Jahrhundert erhalten. Zu den ältesten Häusern zählt das ehemalige Herrschaftshaus La Forteresse aus dem 14. Jahrhundert. Über die Loue führt eine dreibogige Steinbrücke, die im 17. Jahrhundert erbaut wurde. Die alte Getreidemühle mit ihrem Wasserrad ist ebenfalls sehenswert. Vom Châteauneuf, das im 17. Jahrhundert aufgegeben wurde, sind Ruinen erhalten.

## Bevölkerung
| Jahr                       | 1962 | 1968 | 1975 | 1982 | 1990 | 1999 | 2006 | 2016 |
| Einwohner                  | 721  | 764  | 773  | 600  | 649  | 668  | 709  | 748  |
| Quellen: Cassini und INSEE |      |      |      |      |      |      |      |      |

Mit 681 Einwohnern (1. Januar 2022) gehört Vuillafans zu den kleinen Gemeinden des Départements Doubs. Nachdem die Einwohnerzahl in der ersten Hälfte des 20. Jahrhunderts markant abgenommen hatte (1881 wurden noch 1323 Personen gezählt), wurde in den letzten Jahren wieder ein Bevölkerungswachstum verzeichnet.

## Wirtschaft und Infrastruktur
Vuillafans war lange Zeit ein durch die Landwirtschaft (Ackerbau, Weinbau, Obstbau und Viehzucht) und kleinere Gewerbebetriebe geprägtes Dorf. Die Wasserkraft der Loue wurde schon früh für den Betrieb von Mühlen und Nagelschmieden genutzt. Heute gibt es einige Betriebe des Klein- und Mittelgewerbes, vor allem in den Branchen Eisen- und Kupferverarbeitung, sowie verschiedene Handwerksbetriebe und Unternehmen des Einzelhandels. Einige Erwerbstätige sind auch Wegpendler, die in den größeren Ortschaften der Umgebung ihrer Arbeit nachgehen.
Die Ortschaft ist verkehrstechnisch gut erschlossen. Sie liegt an der Departementsstraße D67, die von Ornans nach Pontarlier führt. Weitere Straßenverbindungen bestehen mit Lavans-Vuillafans und Longeville.
Der Bahnhof Vuillafans an der Bahnstrecke L’Hôpital-du-Grosbois–Lods ist mitsamt der Strecke stillgelegt.

## Persönlichkeiten
Vuillafans ist Geburtsort von Balthasar Gérard (1562–1584), dem Mörder Wilhelms von Oranien (Anführer im niederländischen Unabhängigkeitskrieg).